# 小行星17784
小行星17784（17784 Banerjee）是一颗绕太阳运转的小行星，为主小行星带小行星。该小行星于1998年3月20日发现。

## 轨道参数
小行星17784的轨道半长轴为2.4200717 UA，离心率为0.095。